# Rafael Grossi
Rafael Mariano Grossi (Buenos Aires, 12 maart 1961) is een Argentijnse diplomaat. Hij is sinds 3 december 2019 directeur-generaal van het Internationaal Atoomenergieagentschap (IAEA).

## Biografie
Grossi werd geboren in Buenos Aires waar hij in 1983 afstudeerde aan de Universidad Católica Argentina met een master in politieke wetenschappen. In 1985 trad Grossi in dienst bij het Argentijnse ministerie van Buitenlandse Zaken. In 1997 studeerde hij af aan de Universiteit van Genève en het Graduate Institute of International Studies met een master en proefschrift in geschiedenis, internationale betrekkingen en internationale politiek.

## Carrière
Grossi startte zijn carrière als nucleair beleidsmedewerker tijdens een samenwerking tussen het Argentijnse ministerie van Buitenlandse Zaken en INVAP, een Argentijns bedrijf dat ontwerp, integratie, constructie van apparatuur en installaties levert. Tussen 1997 en 2000 was hij voorzitter van de Groep van overheidsexperts inzake het internationale wapenregister van de Verenigde Naties. Later werd hij adviseur van de plaatsvervangend secretaris-generaal van de Verenigde Naties voor ontwapening.
Van 2002 tot 2007 was hij stafchef van het Internationaal Atoomenergieagentschap (IAEA) en de Organisatie voor het Verbod op Chemische Wapens. Terwijl hij voor de Verenigde Naties werkte, bezocht Grossi de nucleaire faciliteiten van Noord-Korea en nam hij deel aan verschillende ontmoetingen met regeringsvertegenwoordigers van Iran om tot een akkoord te komen om zijn nucleaire programma te bevriezen.
Tijdens zijn werk voor het Argentijnse ministerie van Buitenlandse Zaken was hij algemeen directeur politieke coördinatie, ambassadeur in België en de Argentijnse vertegenwoordiger bij het Bureau van de Verenigde Naties in Genève.  Tussen 2010 en 2013 was hij plaatsvervangend directeur-generaal van het IAEA en in 2014 wees president Cristina Kirchner hem aan als ambassadeur in Oostenrijk en gelijktijdig ook in Slowakije en Slovenië, als ook voor internationaal opererende Argentijnse organisaties in Wenen.
In september 2015 kondigde de Argentijnse regering de benoeming aan van Grossi als kandidaat voor directeur-generaal van het IAEA, met steun van andere landen in Latijns-Amerika en het Caribisch gebied. In 2016 trok de regering van Mauricio Macri haar steun in om Susana Malcorra 's kandidatuur als secretaris-generaal van de VN te promoten. In 2016 was Grossi voorzitter van de Nuclear Suppliers Group.
In 2017 kondigde president Macri aan dat hij Grossi zou nomineren voor het voorzitterschap van de toetsingsconferentie van het Verdrag inzake de niet-verspreiding van kernwapens die in 2020 zou worden gehouden.

### Directeur-generaal van het IAEA

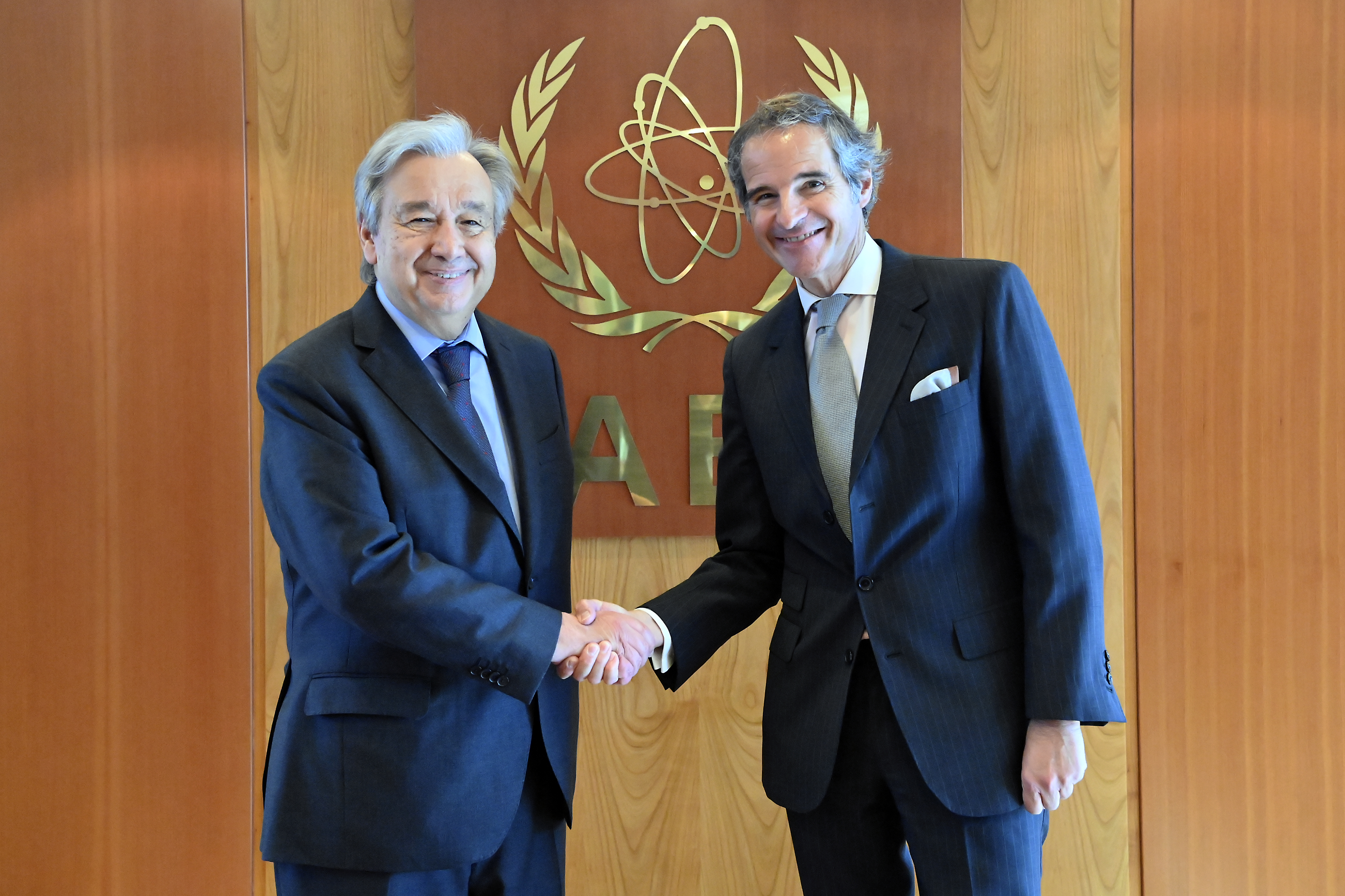
Grossi met VN Secretaris-Generaal António Guterres in mei 2022

Op 3 december 2019 trad hij in functie als directeur-generaal van het IAEA. In augustus 2022 leidde Grossi een team van IAEA-inspecteurs naar de kerncentrale van Zaporizja in het door Rusland bezette zuiden van Oekraïne.
Sinds 2022 was Grossi in het nieuws om informatie over nucleair materiaal uit Iran te verkrijgen om opnieuw te onderhandelen over het JCPOA. In september 2022 bleef hij zijn bezorgdheid uiten over sporen van uranium die op drie Iraanse nucleaire sites waren gevonden. Grossi vertelde op een persconferentie in Wenen dat hij "onder politieke druk" stond. Iran heeft lang ontkend dat het kernwapens zocht voor defensiedoeleinden.
In 2023 waarschuwde Grossi diverse malen voor een aanstaande nucleaire ramp rond de Oekraïense kerncentrale. De situatie werd "in toenemende mate onvoorspelbaar en potentieel gevaarlijk". Militaire activiteiten waren er de afgelopen tijd verder toegenomen. Op 15 juni 2023 bezocht Grossi het complex in Zuid-Oekraïne om te observeren hoe de kerncentrale omgaat met de gevolgen van de vernietiging van de Kachovkadam.